# Fredrik Vilhelm IV av Preussen
Fredrik Vilhelm IV (tyska: Friedrich Wilhelm IV), född den 15 oktober 1795 i Berlin, död den 2 januari 1861 i Potsdam, var Preussens kung åren 1840–1861. Han var son till Fredrik Vilhelm III och bror till Vilhelm I.

## Biografi

### Uppväxt och tidig regering
Efter det preussiska nederlaget vid Jena och Auerstedt 1806 tvingades den preussiska kungafamiljen fly till Königsberg. 1810 fick Fredrik den framtide utrikesministern Friedrich Ancillon som lärare. Denne utövade stort inflytande på honom. Fredrik var med de preussiska trupper som 1815 ockuperade Paris och han verkar redan tidigt ha tillägnat sig konservativa åsikter.
Den 23 november 1823 gifte han sig med Elisabeth Ludovika av Bayern. Det var ur politisk synpunkt ett gott val men det fanns vissa konfessionella svårigheter eftersom Elisabeth var katolik och inte ville konvertera. Den preussiske kungen ville till en början inte acceptera en katolsk kronprinsessa men Fredrik Vilhelm lyckades få denne att acceptera Elisabeth. Hon konverterade dock 1830.
Fredrik Vilhelm tillträdde tronen 1840 och hans första regeringshandlingar präglades av försonlighet och frisinne: amnesti gavs dem som dömts för högförräderi, de fängslade katolska ärkebiskoparna släpptes ur fängelse, större tryckfrihet medgavs och så vidare. Men de preussiska ständernas framställan om en ny konstitution avslogs och hans försök 1847 att kompromissa med de liberala krafterna genom att tillkalla en förenad lantdag tillfredsställde inte oppositionen.

### Revolutionen 1848

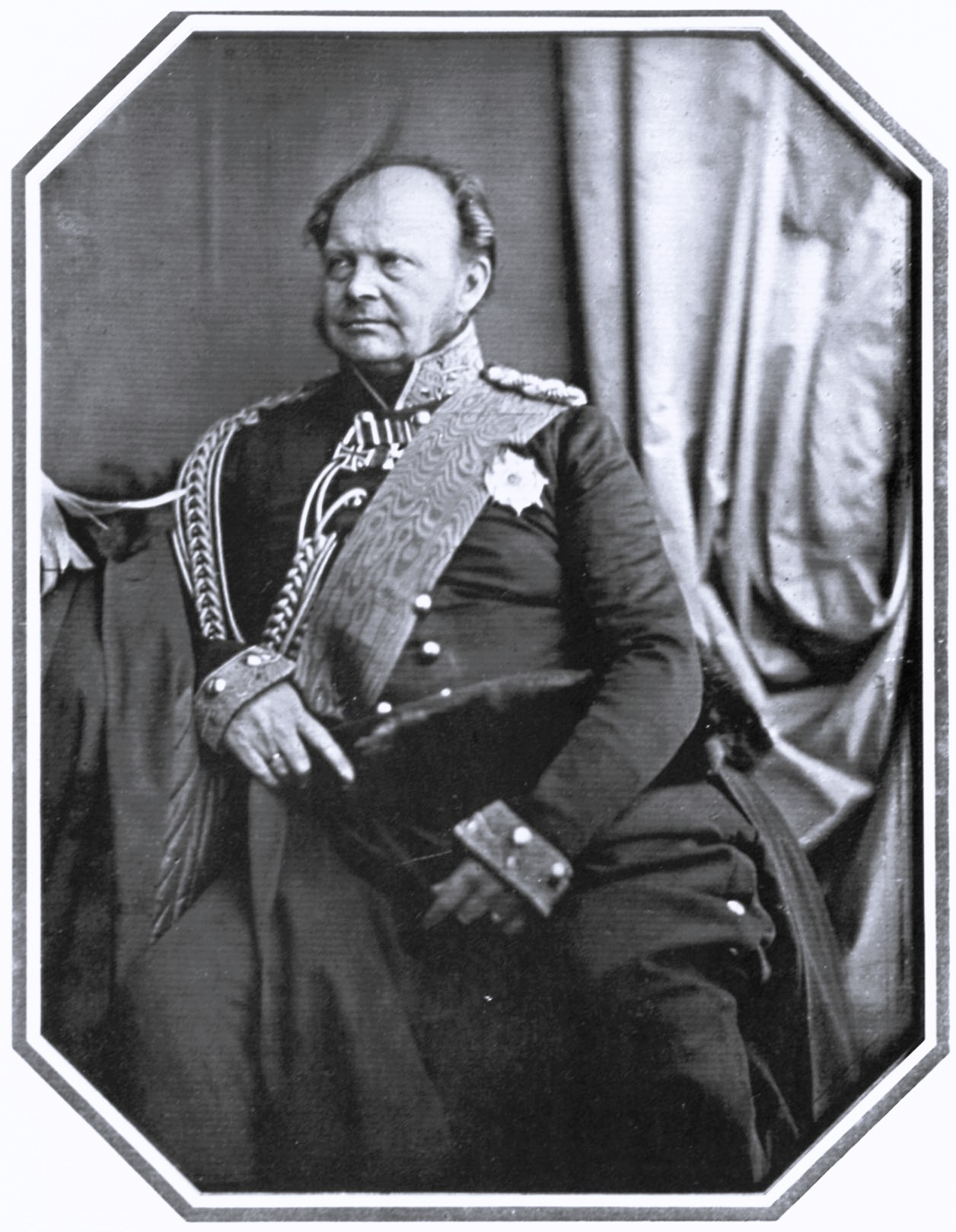
Fredrik Vilhelm IV. Fotografi från 1847.

Missnöjet med kungen växte allt mer och den 18 mars 1848 utbröt ett uppror i Berlin. Även om militären kunde slå ned upproret gick Fredrik Vilhelm de liberala kraven till mötes och en preussisk nationalförsamling skapades. Han blev snart missnöjd med denna och med hjälp av militären upplöstes denna församling i december. Fredrik Vilhelm utfärdade en ny konstitution som började gälla 1850.
Den tyska nationalförsamlingen valde 1849 Fredrik Vilhelm till Tysklands kejsare men han vågade inte acceptera detta val då han var rädd att detta skulle ha lett till krig med Österrike. Av hänsyn till Österrike vågade han inte heller arbeta för en närmare union mellan staterna i norra Tyskland.
Genom fördraget i Olmütz lämnade även Preussen den federala Erfurtunionen och återupprättade istället Tyska förbundet. Under sina sista år lämnade han stort inflytande åt sina reaktionära rådgivare, ministerpresident Otto Theodor von Manteuffel och general Leopold von Gerlach.

### Senare liv och död
Till följd av ett slaganfall som gjorde honom fysiskt och mentalt handikappad, överlämnade han 1857 regeringsansvaret till sin bror Vilhelm. Denne utnämndes till regent 1858.
Fredrik Vilhelm och hans hustru Elisabeth Ludovika hade inga barn, och efter sin död efterträddes han därför också av brodern kung Vilhelm I av Preussen, sedermera kejsar Vilhelm I av Tyskland.

## Statyer
Fredrik Vilhelm IV har ett antal statyer uppförda efter sig.
- Ryttarstaty i Berlin, skulpterad av Alexander Calandrelli.
- Ryttarstaty i Köln, skulpterad av Gustav Hermann Blaeser.

### Fotnoter
1. ↑  Svensk uppslagsbok. Lund 1929